# Viana (Angola)
Viana ist eine Stadt und ein Município (Verwaltungskreis) in der Metropolregion der angolanischen Hauptstadt Luanda. Viana ist ca. 90 Autominuten von der Innenstadt Luandas entfernt.
Viana ist Sitz des katholischen Bistums Viana.

## Geschichte und Stadtentwicklung
Am 11. Mai 1960 wurde der Verwaltungsbezirk (Circunscrição) Viana mit einer Fläche von 820 km² geschaffen. Er umfasste den Verwaltungssitz Barra do Cuanza sowie Belas, Boa Vista und Cacuaco. Mit der Verwaltungsreform vom 27. Mai 1965 wurde Viana am 13. Dezember 1965 zum Stadtkreis (Município) erklärt, verlor jedoch Cacuaco. Seit einer weiteren Verwaltungsreform vom 18. Januar 2012 besteht Viana aus einer Gemeinde und sechs Stadtbezirken. Im Jahr 2009 wurden über 3000 Familien von der Ilha de Luanda in den Stadtbezirk Zango zwangsumgesiedelt. Sie wurden in Zelten untergebracht mit dem Versprechen der Regierung, ihnen innerhalb von vier Monaten Häuser zur Verfügung zu stellen. Da die Regierung ihr Versprechen auch nach zehn Jahren nicht eingelöst hat, ist dort ein immer größer anwachsender Musseque aus Blechhütten entstanden.
Wegen der Nähe zur Millionenstadt Luanda hat Viana in den letzten Jahren eine sehr starke Zunahme der Bevölkerung und der Industrie erfahren. Insbesondere im Stadtbezirk Zango sind viele neue Wohnhäuser entstanden, wie die 2018 eröffnete Wohnanlage „Zango 8000“ mit 8000 Wohnungen und Einfamilienhäusern oder die Neubausiedlung „Vida Pacífica“ mit rund 2500 Wohnungen. Sie wurde ebenso wie der nahe gelegene neue Flughafen Angola International Airport von der chinesischen Firma China International Fund gebaut, die auch die Eigentümerin der Siedlung ist.

## Verwaltung
Viana ist ein Kreis (Município) in der Provinz Luanda. Der Kreis setzt sich zusammen aus der Gemeinde (Comuna) Calumbo und den Stadtbezirken (Distritos Urbanos):
- Viana
- Zango
- Estalagem
- Kikuxi
- Baía
- Vila Flôr

Die Stadt grenzt im Norden an den Kreis Cacuaco, im Osten an den Kreis Ícolo e Bengo, im Nordwesten an den Kreis Cazenga, im Süden an den Kreis Quiçama und im Westen an die Kreise Kilamba Kiaxi, Talatona und Belas.

## Einwohner
Auf einer Fläche von 1344 Quadratkilometern ca. 15–30 Kilometer östlich von Luanda leben die etwa 1,9 Millionen Einwohner der Stadt (Schätzung 2019), die durch das Bevölkerungswachstum der ganzen Region zu einer Art Vorort von Luanda geworden ist. Sie weist inzwischen neben den einheimischen Ambundu eine ungewöhnlich starke Konzentration von Ovimbundu auf, die wegen des Bürgerkriegs von 1975–2002 aus dem Zentralhochland weggezogen sind. Es ist auch die Heimat von rund 6000 langfristigen Flüchtlingen, vorwiegend aus der Provinz Shaba in der Demokratischen Republik Kongo. Die Volkszählung 2014 ergab für den Verwaltungskreis Viana eine Bevölkerung von 1,52 Millionen.

## Wirtschaft
In Viana befindet sich die Sonderwirtschaftszone Zona Económica Especial (ZEE), auch Pólo de Desenvolvimento Industrial de Viana genannt. In dem größten Industriegebiet Angolas sind über 600 Unternehmen angesiedelt, neben produzierendem Gewerbe, Baumaterialfabriken und Logistikunternehmen auch das Unternehmen Acail, Hersteller von Stahlprodukten und Gasen, der angolanische Erfrischungsgetränke-Marktführer Refriango, der 2016 mit einer Investition von 50 Millionen US-Dollar eine Brauerei der Marke „Tigre“ gründete oder die chinesisch-angolanische Brauerei Lowenda Brewery Company, Unternehmen der Milch- sowie Saftverarbeitung- und verpackung, eine Essigfabrik sowie weitere Lebensmittelverarbeitungsunternehmen. Auf einem Gelände von 14.000 m² wurde in der Nähe des neuen Flughafens ein Dienstleistungszentrum für Fahrzeuge und Baugeräte eingerichtet.
In Viana befindet sich seit 2006 auch der große Markt Mercado do Km 30, auf dem bis zu einem Erlass der Marktverwalters Ende 2018 auch viele Kinder als Verkäufer arbeiteten.

## Verkehr
Mit seinem Bahnhof ist der Ort an die Luandabahn angeschlossen, die den Hafen von Luanda mit Malanje verbindet. Im Jahr 2005 wurden die Bahngleise von den Zerstörungen des Bürgerkriegs wieder instand gesetzt. Seitdem gibt es eine stündliche Verbindung in die Hauptstadt. Im Juli 2010 nahm eine zweimal wöchentliche Güterzugverbindung nach Dondo ihren Dienst auf.

## Bildung
In Viana befinden sich die Universidade Agostinho Neto, die Universidade Jean Piaget, das Instituto Superior Técnico de Angola sowie die Nationale Polizeischule Escola Nacional de Polícia de Protecção e Intervenção.

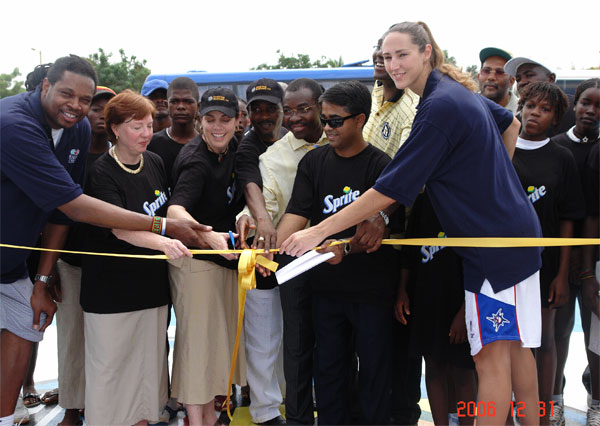
Der Bürgermeister von Viana (Mitte, mit Brille und gelbem Hemd) eröffnete 2007 zusammen mit den US-Spielern Ruth Riley (rechts) und Sam Perkins (links) neue Anlagen vor der Basketball-Afrikameisterschaft 2007

## Sport
In Viana steht das Estádio dos Santos, erbaut im Jahr 2003. Es hat 17.000 Sitzplätze und wird hauptsächlich für Fußballspiele genutzt. Ursprünglich war es das Heimstadion des Santos Futebol Clube de Angola (Santos FC), ein 2002 in Anlehnung an den brasilianischen FC Santos gegründeter Fußballverein. Der Santos FC gewann 2008 den Landespokal (Taça de Angola) und 2009 den Supercup (Supertaça de Angola). 2013 beendete er die Saison auf dem letzten Platz des Girabola und stieg in die zweite Liga, dem Gira Angola ab.
Unter Mithilfe der NBA wurden vor der Basketball-Afrikameisterschaft 2007 in Viana neue Sportanlagen eröffnet, unter Anwesenheit u. a. des Bürgermeisters von Viana, José Morena, der amerikanischen Botschafterin Cynthia Efird, und der US-amerikanischen Basketballstars Ruth Riley und Sam Perkins.

## Söhne und Töchter der Stadt
- Alberto Chakusanga (1979–2010), Radiojournalist